# Edith Lindenberg

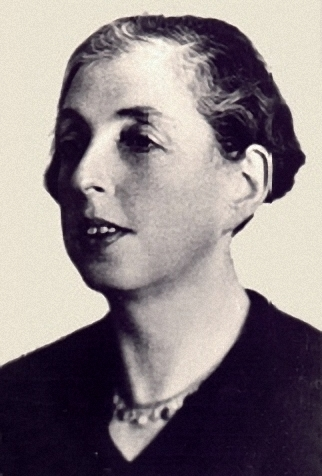
Edith Lindenberg

Edith Lindenberg (* 26. Februar 1887 in Berlin als Edith Anna Meyer; † 24. September 1944 im Ghetto Theresienstadt) engagierte sich politisch im Kampf gegen den Nationalsozialismus.

## Leben
Lindenberg wuchs in Berlin in einer jüdischen Familie auf. Sie absolvierte ihr Medizinstudium an der Universität Freiburg i. Br., wo sie auch ihren zukünftigen Ehemann Hans Lindenberg kennenlernte. Es folgte der aus beruflicher Hinsicht unerlässliche Umzug nach Rostock, wo sie 1911 schließlich heirateten. Lindenberg unterstützte ihren Mann vorrangig in seiner Praxis und kümmerte sich um die gemeinsame Tochter.
Im Zuge des Ersten Weltkriegs, von dessen Ausmaß sie geprägt wurde, begann sie sich politisch zu engagieren. Im Jahre 1918 begann Edith Lindenbergs Interesse an der Politik; sie wurde Mitbegründerin der Ortsgruppe Rostock der linksliberalen DDP. Die Revision des Abtreibungsparagraphen §218 stand im Mittelpunkt ihrer Arbeit. 1922 war sie an der Gründung der Rostocker Friedensgruppe beteiligt. Neben der Organisation von Friedensveranstaltungen nahm Edith Lindenberg 1924 am Friedenskongress in Berlin teil.
Ihr jähes Ende fanden diese Aktivitäten mit der Machtübernahme der Nationalsozialisten. Als Jüdin war Lindenberg 1933 dazu gezwungen, sich dem öffentlichen Leben zu enthalten, woraufhin sich das Ehepaar auf die jüdische Sozialarbeit beschränkte. Es gelang ihnen, ihre Tochter nach England zu schicken. 1944 wurden beide Eheleute im Ghetto Theresienstadt ermordet.